# Cómplice
Cómplice, en Derecho penal, es una persona que es responsable penal de un delito o falta pero no por haber sido el autor directo del mismo, sino por haber cooperado a la ejecución del hecho con actos anteriores o simultáneos.
La figura del cómplice aparece en todos los ordenamientos jurídicos, si bien puede tener un tratamiento diferente y pueden existir matices con respecto a distintas formas de complicidad. En este sentido, en ocasiones se distingue entre:  
- Cooperador necesario: El que cooperan a la ejecución del delito con un acto sin el cual no se habría efectuado.
- Cómplice propiamente dicho: Aquel que coopera en la ejecución del delito, aunque sin su cooperación el delito podría haberse llevado a cabo en cualquier caso (el cómplice no domina el hecho).

En ocasiones las penas para cada uno de estos tipos de cómplice son distintas, asimilándose el cooperador necesario a la figura del autor. El cómplice, por su parte, suele tener una pena atenuada.
Para que haya complicidad debe existir acuerdo de voluntades: 
- antecedente: antes de la conducta.
- concomitente: al momento del hecho o conducta.
- subsiguiente: un acuerdo anterior para que el autor actúe posteriormente.